# Edward Stanly

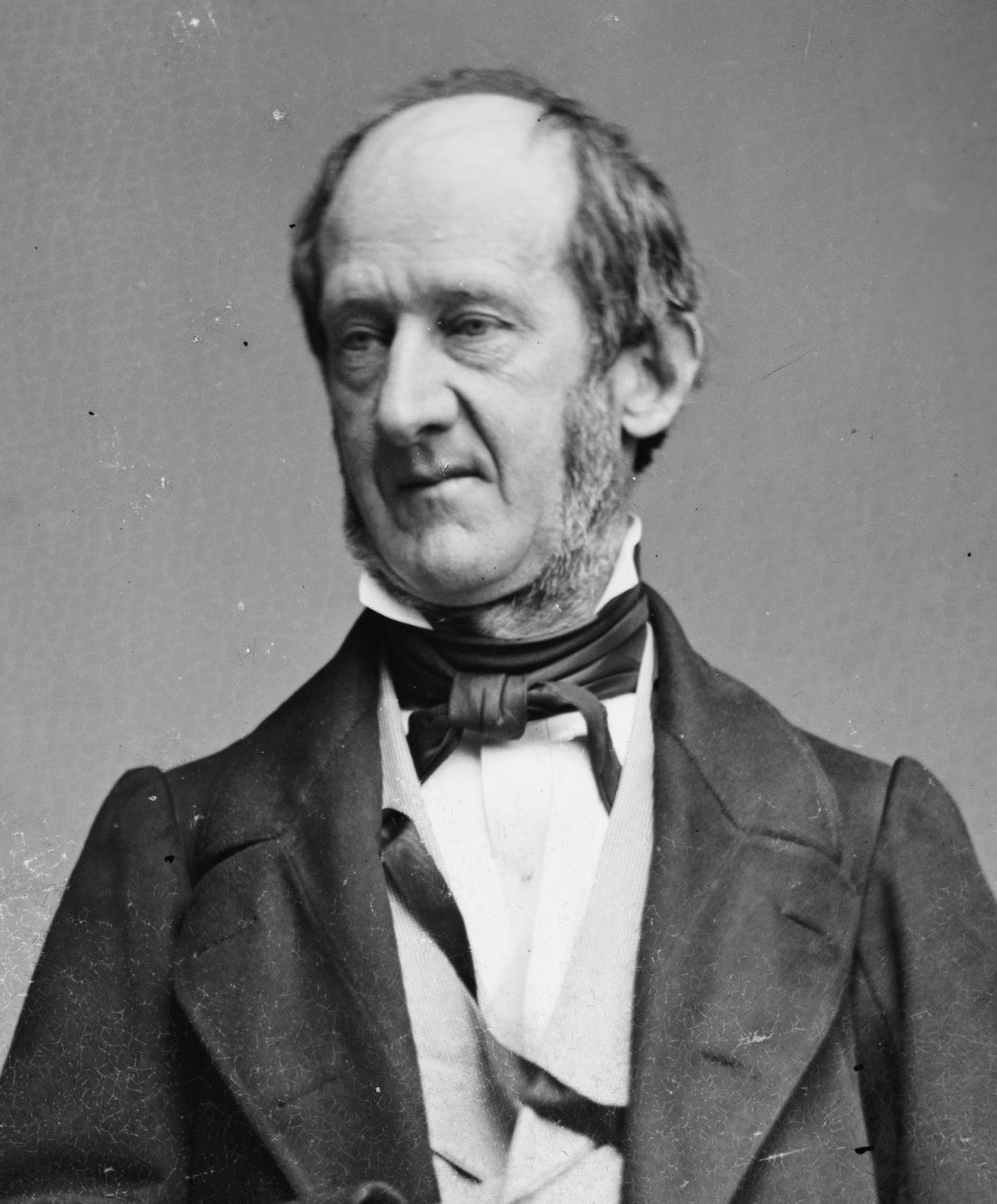
Edward Stanly

Edward Stanly (* 10. Januar 1810 in New Bern, North Carolina; † 12. Juli 1872 in San Francisco, Kalifornien) war ein US-amerikanischer Politiker. Zwischen 1837 und 1853 vertrat er zwei Mal den Bundesstaat North Carolina im US-Repräsentantenhaus.

## Werdegang
Edward Stanly war der Sohn des Kongressabgeordneten John Stanly (1774–1834) sowie ein Cousin von US-Senator und Marineminister George Edmund Badger (1795–1866). Er besuchte die New Bern Academy und studierte danach bis 1829 an der American Literary, Scientific and Military Academy der Norwich University in Vermont. Nach einem anschließenden Jurastudium und seiner 1832 erfolgten Zulassung als Rechtsanwalt begann er in Washington (North Carolina) in seinem neuen Beruf zu arbeiten. Gleichzeitig schlug er als Mitglied der Whig Party eine politische Laufbahn ein.
Bei den Kongresswahlen des Jahres 1836 wurde Stanly im dritten Wahlbezirk von North Carolina in das US-Repräsentantenhaus in Washington, D.C. gewählt, wo er am 4. März 1837 die Nachfolge von Ebenezer Pettigrew antrat. Nach zwei Wiederwahlen konnte er bis zum 3. März 1843 drei Legislaturperioden im Kongress absolvieren. Von 1839 bis 1841 war er Vorsitzender des Ausschusses zur Kontrolle der Ausgaben für öffentliche Gebäude. Zwischen 1841 und 1843 leitete er den Militärausschuss. Im Kongress galt er als Befürworter einer starken Bundesregierung und stand damit in Opposition zu vielen Politikern aus dem Süden, die sich für die Rechte der Einzelstaaten gegenüber dem Bund einsetzten.
Im Jahr 1842 wurde Edward Stanly nicht wiedergewählt, was teilweise auf eine für ihn ungünstige Neuordnung der Wahlbezirke in seinem Staat zurückzuführen war. Zwischen 1844 und 1849 war er mehrfach Abgeordneter im Repräsentantenhaus von North Carolina, als dessen Speaker er von 1844 bis 1846 fungierte. Im Jahr 1847 war er für kurze Zeit Attorney General seines Staates. Bei den Wahlen des Jahres 1848 wurde Stanly im achten Distrikt von North Carolina erneut in den Kongress gewählt, wo er am 4. März 1849 Richard Spaight Donnell ablöste. Nach einer Wiederwahl konnte er bis zum 3. März 1853 zwei weitere Legislaturperioden im US-Repräsentantenhaus verbringen.
Nach seinem Ausscheiden aus dem Kongress zog Edward Stanly im Jahr 1853 nach Kalifornien. Dort wurde er Mitglied der 1854 gegründeten Republikanischen Partei. Im Jahr 1857 kandidierte er erfolglos für das Amt des Gouverneurs von Kalifornien. Bei Ausbruch des Bürgerkrieges kehrte er in den Osten zurück, wo er die Union unterstützte. Am 26. Mai 1862 wurde er von Präsident Abraham Lincoln zum Militärgouverneur für die von der Union kontrollierten Teile von North Carolina ernannt. Dabei bekleidete er den Rang eines Brigadegenerals. Stanly amtierte bis zum 2. März 1863; dann trat er wegen Meinungsverschiedenheiten mit dem Präsidenten über die Frage der Sklavenbefreiung zurück. Danach zog er wieder nach Kalifornien, wo er als Anwalt praktizierte. Edward Stanly starb am 12. Juli 1872 in San Francisco.